# Schnürpflingen
Schnürpflingen es un municipio situado en el distrito de Alb-Danubio, en el estado federado de Baden-Wurtemberg (Alemania). Tiene una población estimada, a fines de 2020, de 1421 habitantes.
Está ubicado al este del estado, en la región de Tubinga, cerca de la orilla del río Danubio, de la ciudad de Ulm y de la frontera con el estado de Baviera.